# 北京CBD万达广场

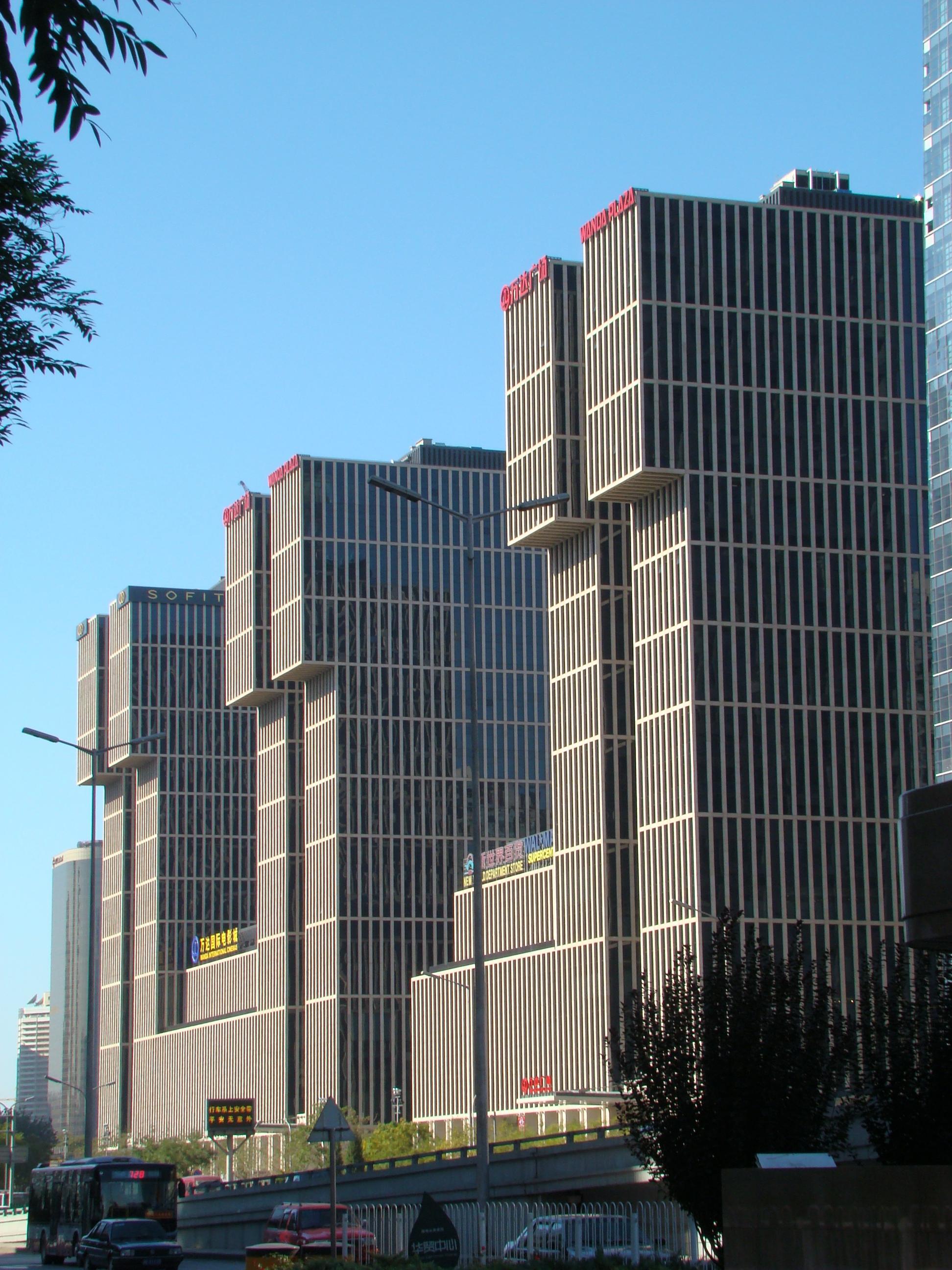
北京CBD万达广场

北京CBD万达广场，位于北京市朝阳区建国路93号，是北京的万达广场之一，也是万达集团总部所在地。

## 简介
北京CBD万达广场（初称“北京万达广场”）地处北京CBD内，北邻中国中央电视台新楼，规划占地面积超过10公顷，总建筑面积超过50万平方米。集涉外连锁商业中心、国际商务港、商城、酒店、写字楼、商业街区于一体。项目分为南区和北区。
北区（一期）以国际商务港为主，建筑面积30万平方米，由4座中高层商务楼、商业街、商务会所、会议中心、地下车库、城市森林广场组成。2005年6月完工，2005年底投入使用。
南区（二期）建筑面积20万平方米，由北京万达索菲特大酒店、两栋写字楼、城市综合物业组成。2006年12月28日完工并交付使用。同日，沃尔玛超市等商家以及北京万达国际影城建国路店在南区开业。2007年8月19日，北京万达索菲特大酒店开业。2017年7月19日，万达集团以超过600亿人民币的售价，将旗下13个文旅城及77个酒店分别出售给融创中国及富力地产，签约仪式在北京万达索菲特大酒店举行，这是截至当时中国房地产史上交易金额最大的签约仪式。
2008年9月，万达集团总部从大连迁至北京CBD万达广场。
2018年1月1日起，北京万达索菲特大饭店正式更名为北京万达文华酒店，更名后的北京万达文华酒店也是万达酒店及度假村集团旗下独立自主品牌管理和运营的第19家万达文华酒店。

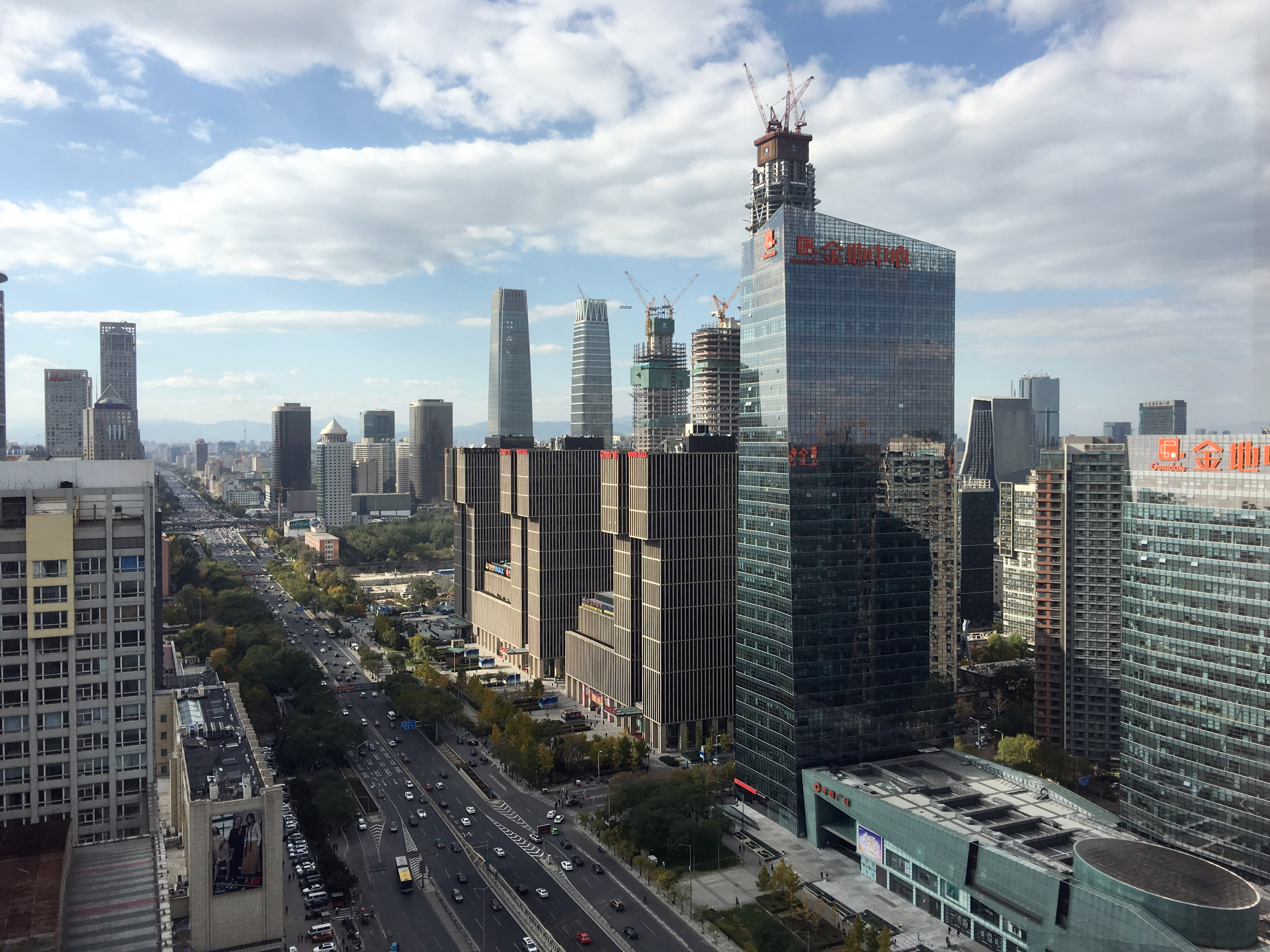
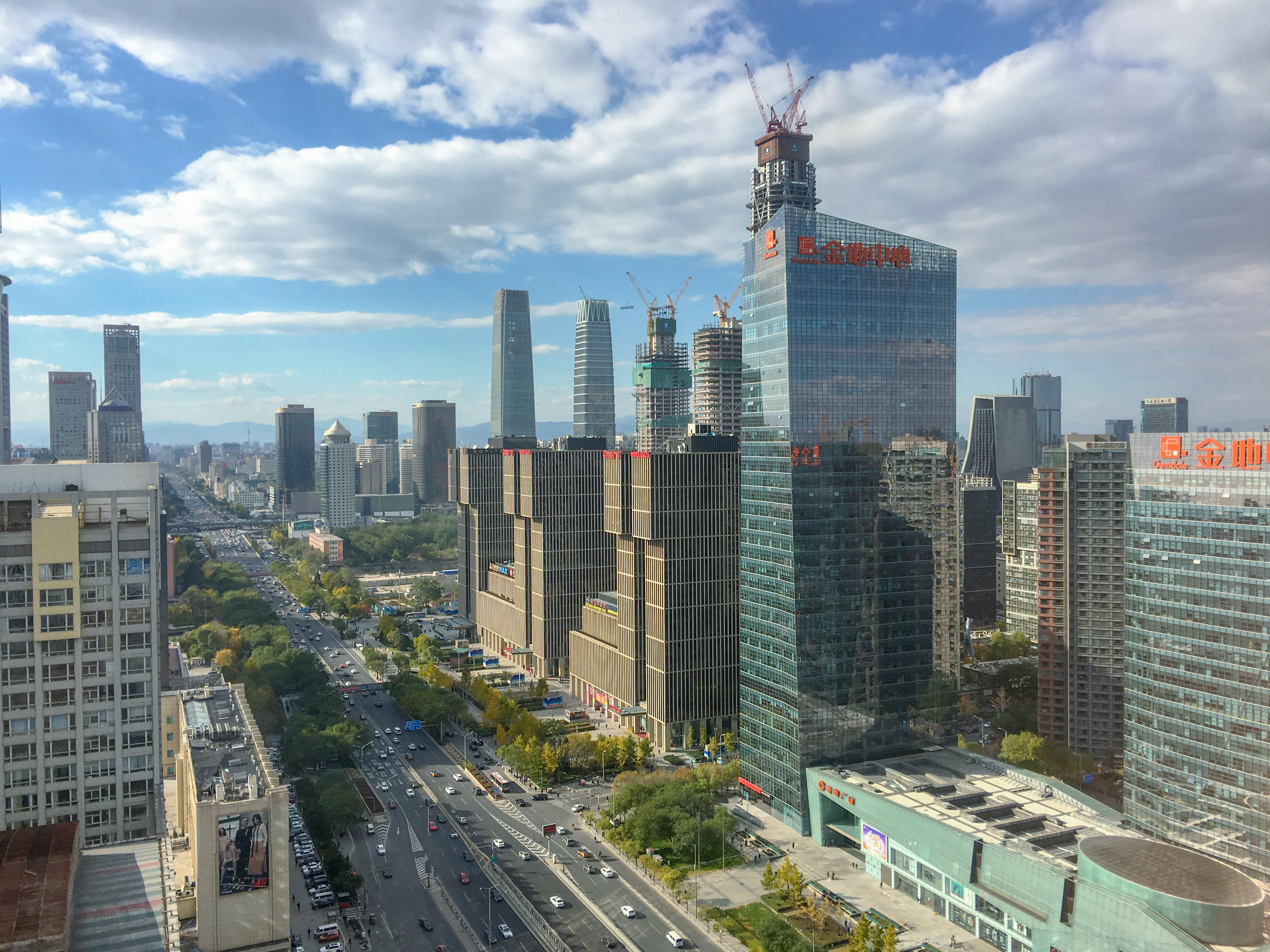
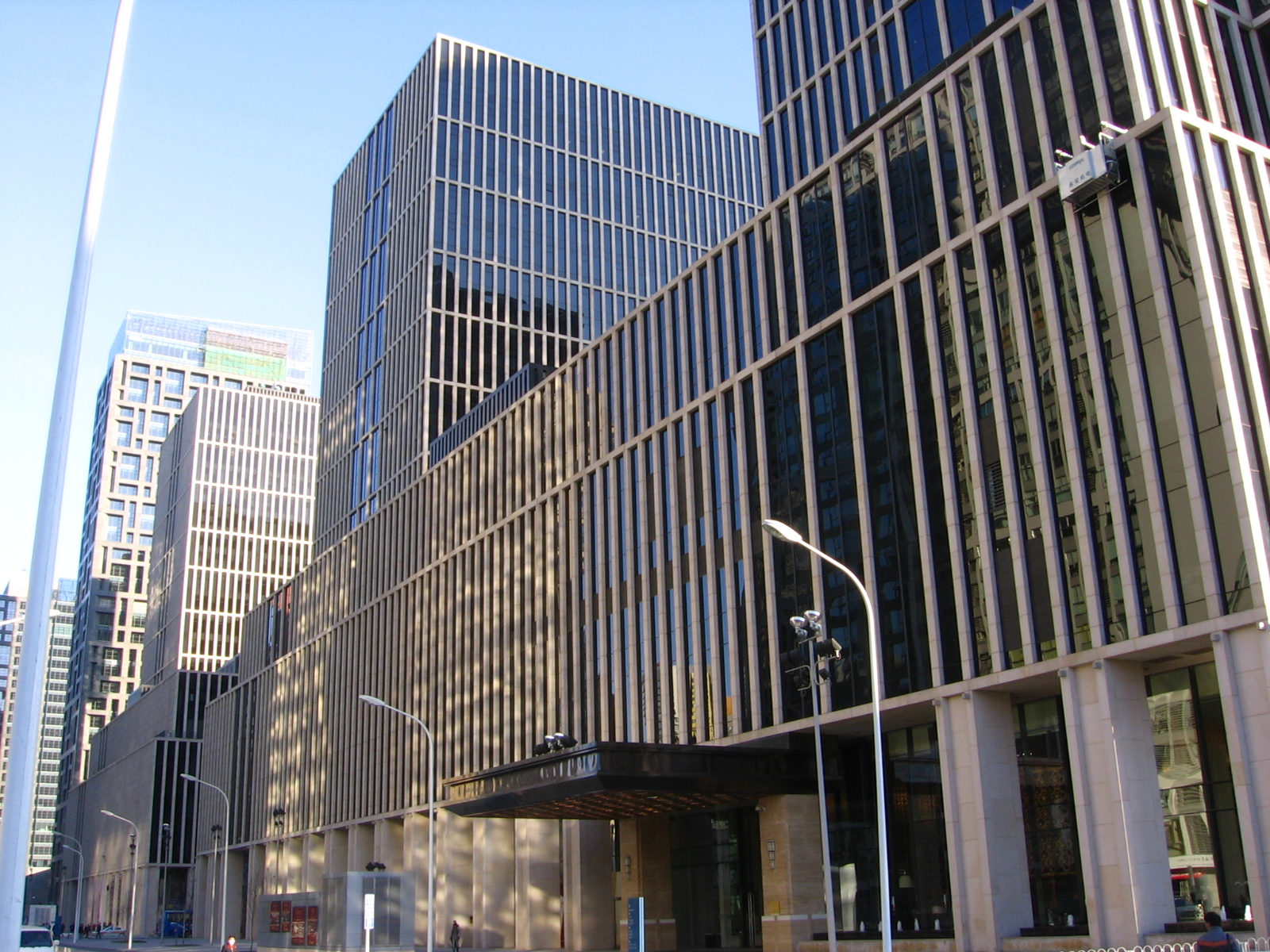
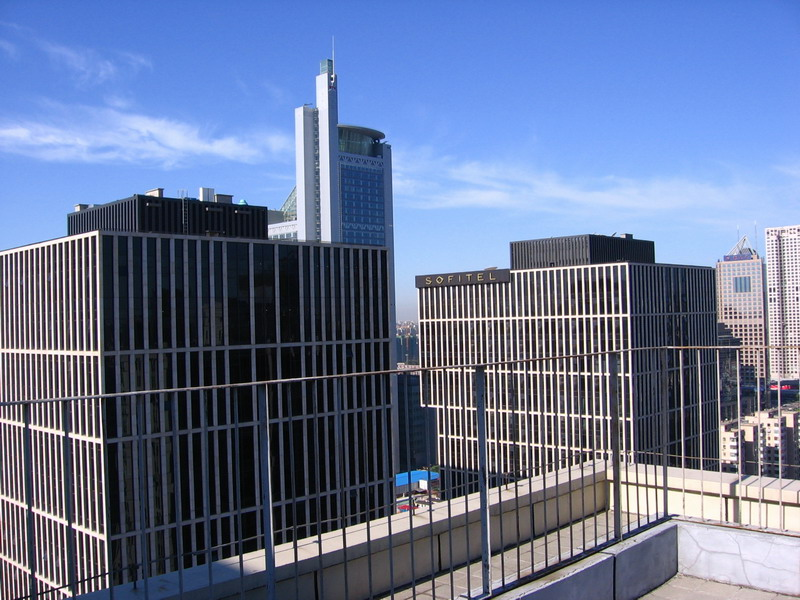